# Boy van Poppel
Boy van Poppel (Utrecht, 18 gennaio 1988) è un ex ciclista su strada ed ex ciclocrossista olandese.
Professionista dal 2011 al 2024, ha caratteristiche da scalatore.
È figlio di Jean-Paul van Poppel e Leontine van der Linden e fratello di Danny e Kim van Poppel, tutti ciclisti.

## Carriera
Attivo nel ciclocross a livello giovanile, nel gennaio 2006 si aggiudicò il titolo mondiale juniores di specialità. Tra il 2005 e il 2009 vinse anche due titoli nazionali juniores e due nella categoria Under-23 nella medesima specialità. Su strada debuttò nella categoria Under-23 nell'ottobre 2006, con la formazione Rabobank Continental Team. Nel settembre 2008 si mise in evidenza vincendo in volata una tappa del Tour of Missouri, battendo, tra gli altri, anche Mark Cavendish e Tyler Farrar, mentre nel 2009 si aggiudicò una frazione al Tour de Normandie e chiuse secondo alla Schaal Sels. L'anno dopo vinse invece una tappa alla Kreiz Breizh Elites sempre in Francia.
Esordì da professionista nel 2011, con la formazione statunitense UnitedHealthcare, e in stagione concluse quinto al Ronde van Drenthe. Nel 2012, sempre con la UnitedHealthcare, ottenne il terzo posto alla Nokere Koerse e vinse la classifica a punti del Tour of Britain grazie ad una serie di piazzamenti (due secondi e due terzi posti). Per la stagione 2013 si trasferì alla Vacansoleil-DCM, squadra diretta dal padre Jean-Paul, nella quale militava anche il fratello Danny (con cui prese parte al Tour de France), ma durante l'anno non andò oltre un sesto posto alla Vattenfall Cyclassics ad Amburgo. A seguito della chiusura della Vacansoleil-DCM, nel 2014 si spostò alla corte di Fabian Cancellara alla Trek Factory Racing, rimanendovi fino a tutto il 2018, senza però ottenere successi.

## Palmarès

### Strada
- 2006 (Juniores)

4ª tappa Int. Junioren Driedaagse van Axel (Strijpen > Strijpen)
- 2008 (Rabobank Continental Team, una vittoria)

5ª tappa Tour of Missouri (St. James > Jefferson City)
- 2009 (Rabobank Continental Team, una vittoria)

3ª tappa Tour de Normandie (Forges-les-Eaux > Grand-Couronne)
- 2010 (Rabobank Continental Team, una vittoria)

4ª tappa Kreiz Breizh Elites (Carhaix > Rostrenen)

#### Altri successi
- 2008 (Rabobank Continental Team)

5ª tappa Volta Ciclista Internacional a Lleida (Les > Vigo), cronosquadre)
- 2009 (Rabobank Continental Team)

Prologo Olympia's Tour (Amsterdam, cronosquadre)
- 2012 (UnitedHealthcare Pro Cycling Team)

Classifica a punti Tour of Britain
- 2017 (Trek - Segafredo)

2ª tappa Hammer Sportzone Limburg (Sittard-Geleen, cronosquadre)

### Ciclocross
- 2004-2005 (Juniores)

Driebergen
Lierop
Campionati olandesi, gara Juniores
- 2005-2006 (Juniores)

Lieshout
Moergestel
Vlaamse Druivenveldrit (Overijse)
Azencross (Loenhout)
Campionati olandesi, gara Juniores
Cyclocross Gieten Juniores (Gieten, 5ª prova Superprestige)
Vlaamse Aardbeiencross Juniores (Hoogstraten, 7ª prova Superprestige)
Campionati del mondo, gara Juniores
Krawatencross (Lille)
- 2007-2008 (Under-23)

Campionati olandesi, gara Under-23
Azencross Under-23 (Loenhout)
- 2008-2009 (Under-23)

Moergestel
Campionati olandesi, gara Under-23

## Piazzamenti

### Grandi Giri
- Giro d'Italia

2014: 131º
2015: 146º
2016: fuori tempo massimo (8ª tappa)
2018: 137º
- Tour de France

2013: 144º
2021: 117º
- Vuelta a España

2015: 158º
2022: non partito (12ª tappa)
2023: 124º

### Classiche monumento
- Milano-Sanremo

2013: 105º
2018: 143º
- Giro delle Fiandre

2013: 109º
2017: 38º
2019: 56º
2020: 107º
2021: 73º
2022: ritirato
- Parigi-Roubaix

2013: 81º
2014: 53º
2016: ritirato
2017: 51º
2018: 48º
2019: 92º

### Competizioni mondiali
- Campionati del mondo su strada

Spa 2006 - In linea Juniores: 18º
Geelong 2010 - In linea Under-23: 79º
- Campionati del mondo di ciclocross

Sankt Wendel 2005 - Juniores: ritirato
Zeddam 2006 - Juniores: vincitore
Treviso 2008 - Under-23: 40º
Hoogerheide 2009 - Under-23: 30º

### Competizioni europee
- Campionati europei su strada

Valkenburg 2006 - In linea Juniores: 10°
Monaco di Baviera 2022 - In linea Elite: 65°
- Campionati europei di ciclocross

Vossem 2004 - Juniores: 25º
Pontchâteau 2005 - Juniores: 29º
Huijbergen 2006 - Under-23: 33º